# Hymenancora simplicissima
Hymenancora simplicissima är en svampdjursart som först beskrevs av Jörn Hentschel 1911.  Hymenancora simplicissima ingår i släktet Hymenancora och familjen Myxillidae. Inga underarter finns listade i Catalogue of Life.